# الزنفلد
الزنفلد (به آلمانی: Elsenfeld) یک منطقهٔ مسکونی در آلمان است که در Miltenberg واقع شده‌است.